# Armados de verdad y fuego / Dickcheese
Armados de verdad y fuego / Dickcheese es el título del LP compartido de los burgaleses Último Gobierno y los renterianos Dickcheese. La parte de Último Gobierno fue grabada en los estudios "Green drum" de Madrid en abril, mientras que la de Dickcheese se grabó en octubre en su local de ensayo. En la cara de los burgaleses hay temas de la nueva formación y otros de la época del Sigo soñando... vueltos a grabar. El sonido se acerca al punk rock, bajando la velocidad de los temas respecto a grabaciones anteriores (incluso hay un pequeño tema de reggae).
Fue editado por el sello madrileño Potencial Hardcore.

## Canciones

### Armados de verdad y fuego(Canciones de Último Gobierno)
1. Dentro (Intro)
2. Escúpelo
3. No escondas la cabeza
4. En sentido contrario
5. Somos animales
6. Reggae
7. Buscada por la autoridad judicial
8. Sombras
9. Sigo soñando
10. Fuera (Outro)

### Dickcheese(Canciones de Dickcheese)
1. Cascarrabias
2. Diputado corrupto
3. Falsas profecías
4. Ritmo
5. Parásitos
6. Sin mirar atrás
7. Ignorante
8. Cruel equilibrio
9. Odolaren gizartea